# 腓特烈皇宫剧院
52°31′26.1″N 13°23′16.6″E / 52.523917°N 13.387944°E
腓特烈皇宫剧院（德語：Friedrichstadt-Palast）位于柏林中部，它建成于1984年，是一所拥有现代舞台技术的歌舞剧院。它是欧洲最领先的，上演这种艺术形式剧目的剧院之一，它最具代表性的特色就是传统的排舞。

## 首座建筑大楼
腓特烈皇宫剧院的历史可以追溯到早期的市场大厅，该市场大厅位于现在剧院位置的西南200米处，1876年，该大厅的官方登记地址为Am Zirkus 1。 
1873年该建筑被改建为一个拥有5000个座位的马戏团竞技场。 在随后的几十年中， Salamonsky马戏团, Renz马戏团 及Schumann 马戏团在此处表演，取悦观众。
1910年，市场大厅被改建为一个大型舞台， Max Reinhardt在此处进行了第一场戏剧演出。Reinhardt决定重修该幢建筑物，以便可以重新使用它，他聘用了著名建筑师 Hans Poelzig主持了重修工作。 该建筑有一个直径为18米的旋转舞台和可移动的舞台前台。另外，还采用了现代灯光和特效科技技术。

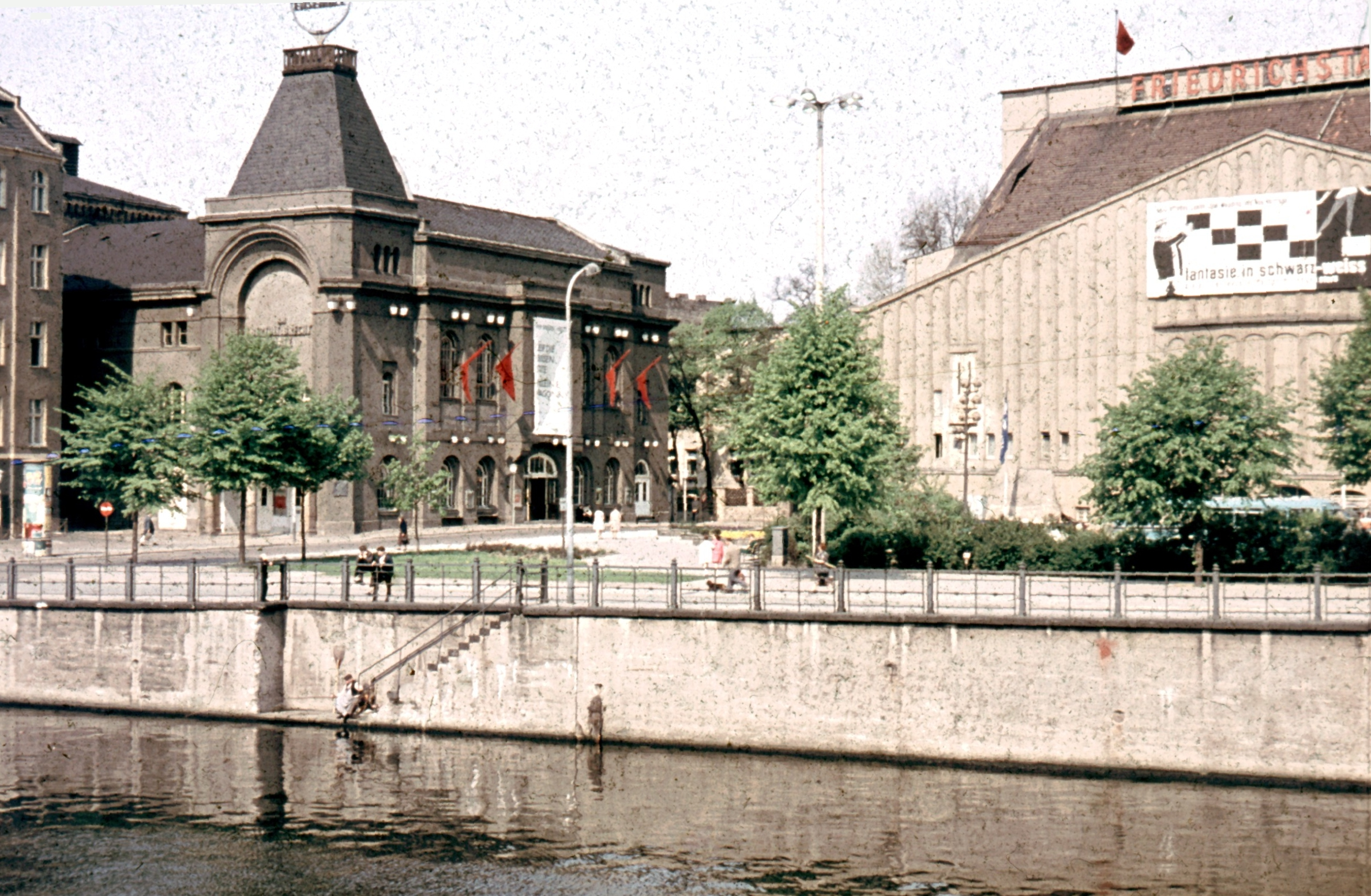
老Friedrichstadt-Palast 外景， 施普雷河（右）岸

1924年新任的剧院经理Erik Charell支持剧院上演现代歌舞剧并把诸如Comedian Harmonists 或者 La Jana那样的明星们邀请到剧院演出。在纳粹时期，剧院改名为人民剧院。这里会上演晚期资产阶级剧目。 
该建筑物在1945年初期遭受了多次空袭。战后，艺术家Marion Spadoni在1945年5月重新开启剧院。在那时，这座剧院被命名为Palast Varieté ，拥有3500个座位。一个儿童剧团首次上台演出。

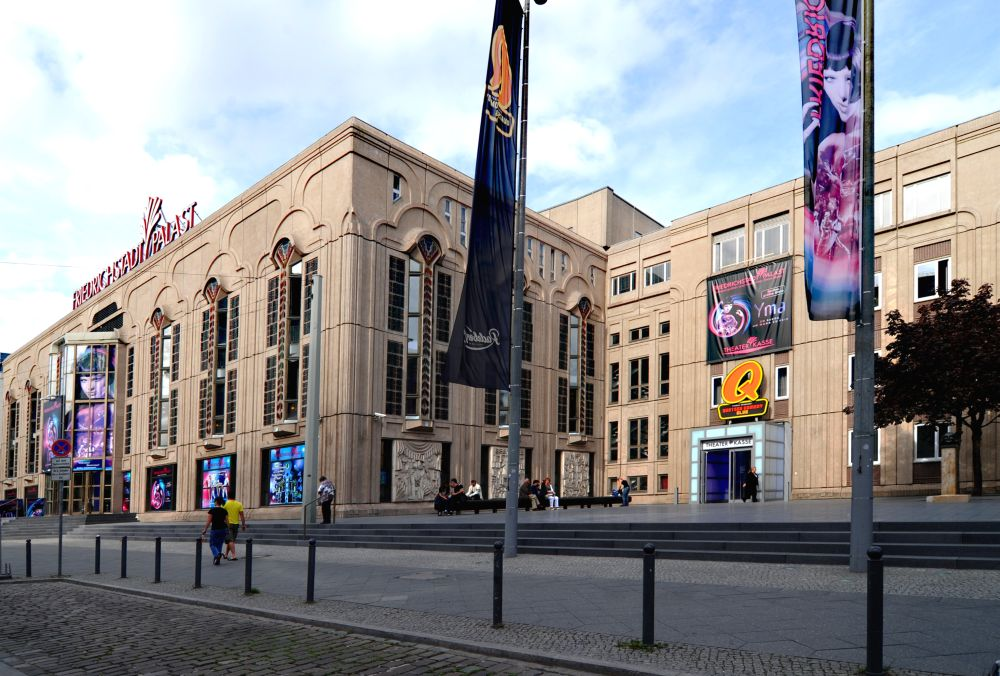
剧院于2011年

1949年柏林市接管了剧院，恢复了了剧院原来的名字Friedrichstadtpalast。
1980年2月29日，大楼因为地基下陷和支撑桩变形而关闭。1985年，剧团搬到了新大楼里。之后，120年高龄的老楼立即开始拆除。

## 剧院的今天

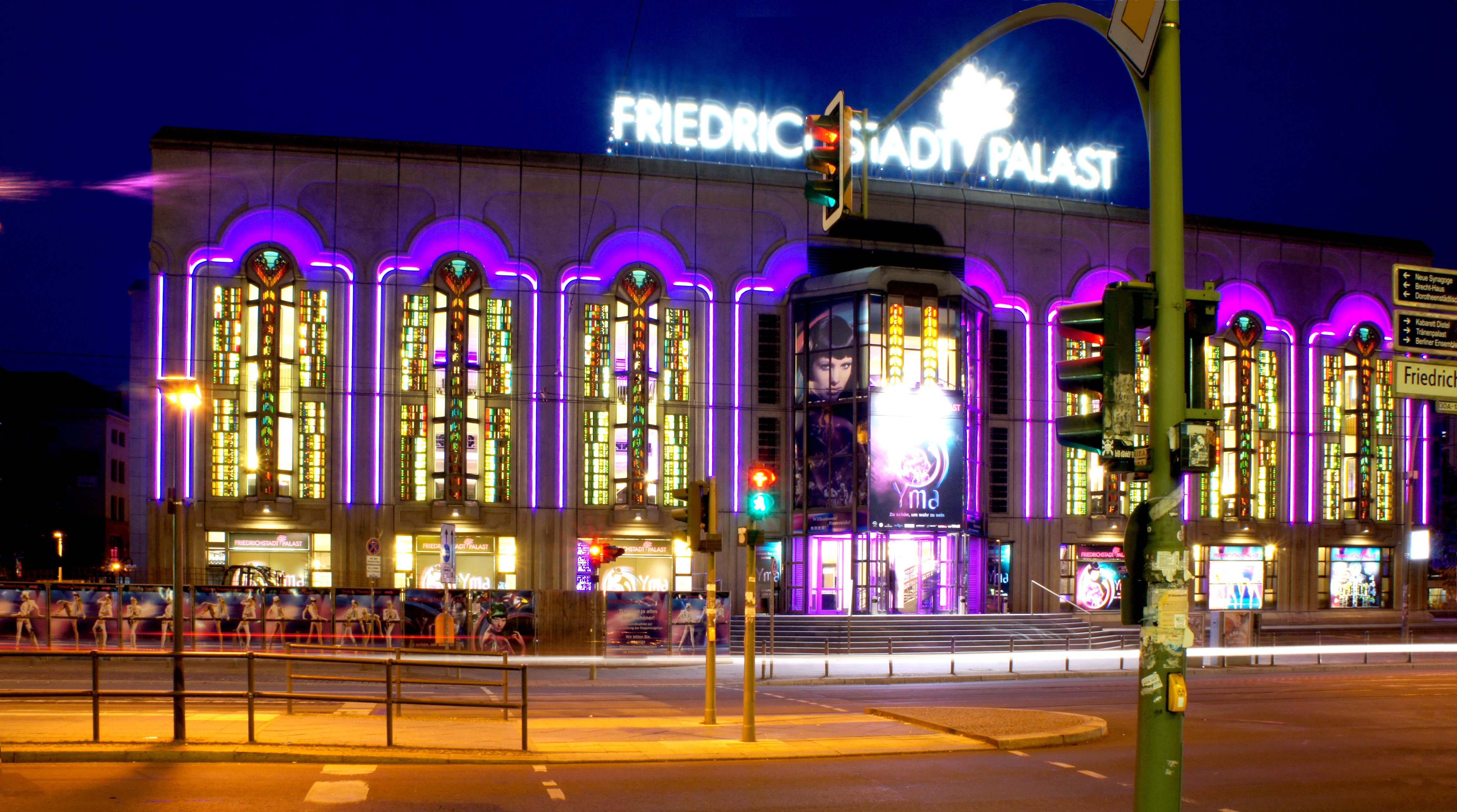
Friedrichstadt-Palast

现在， Friedrichstadt-Palast是欧洲最大，也是最现代的秀场。 1984年4月27日，新的Friedrichstadt-Palast开始投入使用。它宽80米，长110米，占地面积195000立方米。 
Friedrichstadt-Palast 巨大的大厅通常被用作表演场地，可容纳1895个座位。其舞台面积为2854平方米，是世界上最大的舞台。24米宽的舞台台口是欧洲最大的。
Friedrichstadt-Palast 的演出剧目独特，包含儿童秀，客串演出，庆典晚会及其他多种名目。Palast特别适于上演复杂和奇幻类的演出，这类演出会用到最先进灯光及舞台技术， 需要超过100名演员，且拥有高度程式化的杂技元素。 
进行了上百万元的资金投入，Friedrichstadt-Palast依然是欧洲最大和最现代的秀场。 时至今日，Friedrichstadt-Palast以其独特的演出剧目和剧场的面积享有盛誉。就在这里，上演着柏林最棒的歌舞剧团传统现场秀。舞台上几乎没有语言对白，这样的秀，特别适合各类国际友人观看。